# Carache (khu tự quản)
Carache là một khu tự quản thuộc bang Trujillo, Venezuela. Thủ phủ của khu tự quản Carache đóng tại Carache. Khự tự quản Carache có diện tích 957 km2, dân số theo điều tra dân số ngày 21 tháng 10 năm 2001 là 26261 người.